# Shaffaq Mohammed
Shaffaq Mohammed (ur. 21 lipca 1972 w Mirpurze) – brytyjski polityk i samorządowiec pakistańskiego pochodzenia, poseł do Parlamentu Europejskiego IX kadencji.

## Życiorys
Urodził się w Pakistanie. Gdy miał 4 lata, jego rodzina wyemigrowała do Wielkiej Brytanii. Ukończył studia biznesowe na Uniwersytecie w Sheffield. Obejmował dyrektorskie stanowiska w różnych przedsiębiorstwach. Był też pracownikiem społecznym zajmującym się pracą z młodzieżą. Działacz Liberalnych Demokratów. Od 2004 związany z samorządem lokalnym, został liderem frakcji swojej partii w radzie miejskiej Sheffield. W wyborach w 2019 uzyskał mandat eurodeputowanego IX kadencji.